# معقود
المعقود هو نوع من تحضير الطعام والحلويات في سورية ولبنان. وهو عادة يستعمل في حفظ الفواكه. يمكن حفظه لفترة طويلة دون استعمال الثلاجة ويحتوي على وحدات سكرية عالية.

## تحضيره
يغلى كميات كبيرة من الفاكهة مع كيات كبيرة من السكر حتى تستوي الفاكهة بشكل تام. «يعقد» عادة التين المشروح، المشمش، السفرجل، الكباد وقشر الليمون. أما معقود القرع أو اليقطين المقطع إلى قطع صغيرة فيسمى «جزرية». والفقراء يستبدلون السكر بالدبس.